# Amsterdamse Poort (Jakarta)

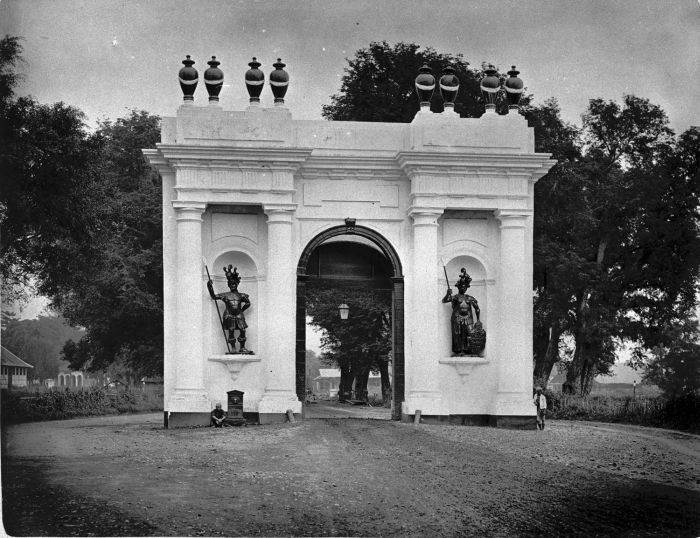
De poort rond 1885

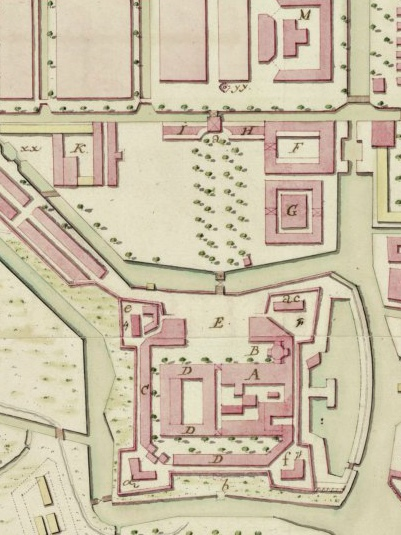
Kaart van het kasteel in 1762, met de verwijderde originele muur (E) en de nieuwe poort (a, tussen I en H). De bovenkant is het zuiden.

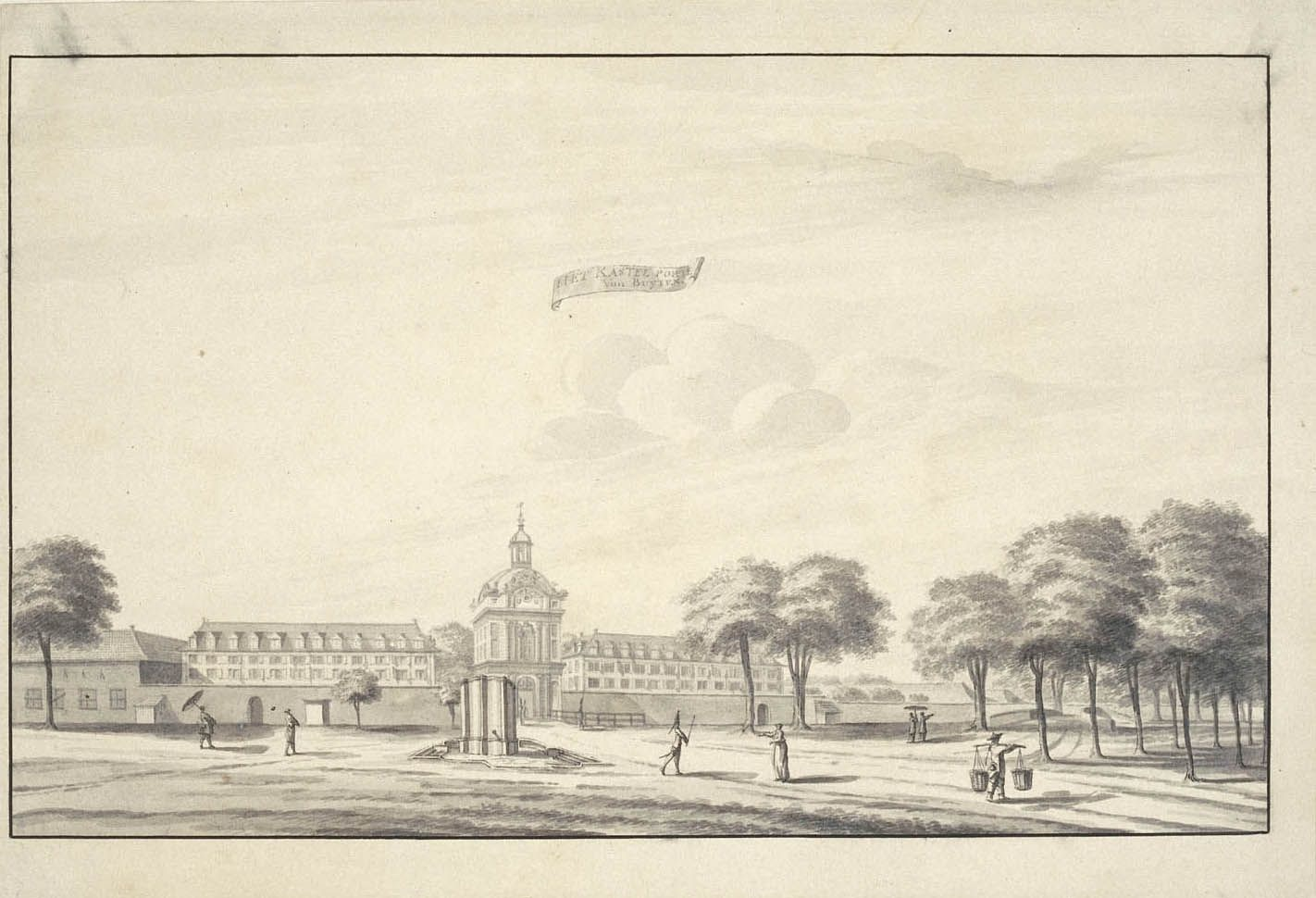
Gezicht op de Amsterdamse poort vanuit het Zuiden

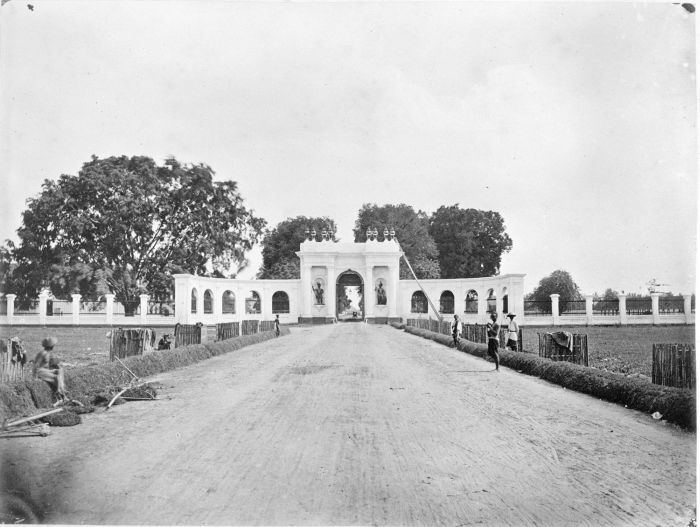
De Amsterdamse poort met arcades tussen 1857 en 1872

De Amsterdamse Poort vormde de toegang tot het Kasteelplein ten zuiden van Kasteel Batavia. De poort bestond van 1744 tot 1950 in wat nu bekend staat als Kota, Jakarta, waar de poort bij de kruising van Jalan Nelayan Timur en Jalan Cengkeh zou hebben gestaan.

## Geschiedenis
Tijdens de heerschappij van Gouverneur-generaal Gustaaf Willem van Imhoff tussen 1743 en 1750 werd Kasteel Batavia uitgebreid. Onder de betrokken werken bevond zich de sloop van de oorspronkelijke zuidoostelijke muur van de vesting. Een nieuwe zuidoostelijke muur werd verder naar het zuiden langs de Amsterdamse Gracht (de huidige Jalan Nelayan Timur) gebouwd, inclusief het Kasteelplein op het kasteelterrein. De ingang door de nieuwe muur werd gevormd door een poortgebouw van twee verdiepingen hoog en bekroond met een koepel en een klok. Een deel van dit gebouw werd gebruikt als gevangenis, op dezelfde wijze als de Gevangenpoort in Den Haag. Vanwege de ligging aan de Amsterdamse Gracht werd de poort de Amsterdamse Poort genoemd. Een andere naam is Kasteelpoort.
In 1808 gaf Gouverneur-generaal Herman Willem Daendels de opdracht de zetel van de regering naar Weltevreden - een voorstad van Batavia - te verplaatsen. De bouwwerken daar werden gedeeltelijk geleverd door hergebruik van bouwmateriaal uit Kasteel Batavia. De meeste gebouwen op het kasteelterrein waren gesloopt, behalve een deel van de Amsterdamse poort en de verbonden arcades. De poort werd verder gereduceerd tot zijn uiteindelijke vorm, nadat de arcades rond 1870 waren verwijderd om een doorgang te bieden aan een tram. Deze poort bestond tot 1950, toen de laatste overblijfselen werden verwijderd. In 2007 werd een replica van de poort voorgesteld als onderdeel van maatregelen voor het behoud van het erfgoed van de binnenstad (Kota, Jakarta).

## Architectuur
De poort was oorspronkelijk onderdeel van een barok poortgebouw, groot genoeg om een kleine gevangenis te huisvesten. Het poortgebouw had twee verdiepingen en was bedekt met een koepel met bovenop een koepel. Halfronde arcades verbonden het poorthuis met twee flankerende militaire gebouwen. De overblijfselen van de poort na de sloop door gouverneur-generaal Daendels telden slechts één verdieping. De poort had een ronde boog en was versierd met kolommen. Boven op de poort waren acht zwarte urnen. De zuidgevel had twee nissen met standbeelden van Mars en van Minerva. Deze beelden verdwenen tijdens de Japanse bezetting in de Tweede Wereldoorlog.